# Oron-le-Châtel
Oron-le-Châtel är en ort i kommunen Oron i kantonen Vaud i Schweiz. Den ligger cirka 17 kilometer nordost om Lausanne. Orten har cirka 402 invånare (2020).
Orten var före den 1 januari 2012 en egen kommun, men slogs då samman med kommunerna Bussigny-sur-Oron, Châtillens, Chesalles-sur-Oron, Ecoteaux, Les Tavernes, Les Thioleyres, Oron-la-Ville, Palézieux och Vuibroye till den nya kommunen Oron.